# Óblast de Chitá
El óblast de Chitá (en ruso: Чити́нская о́бласть, Chitínskaya óblast) fue un sujeto federal de Rusia (un óblast) localizado en el sudeste de Siberia. Su centro administrativo fue la ciudad de Chitá y su último gobernador, Ravil Geniatullin. Tenía una superficie de 431 500 km² y una población de 1.155.346 habitantes.
Compartía una extensa frontera con China (998 km) y Mongolia (868 km) así como límites internos con los óblasts de Irkutsk y Amur y las repúblicas de Sajá y Buriatia. Contenía el distrito autónomo de Aga Buriatia, con el cual se ha fusionado en 2008 formando el krai de Zabaikalski.

## Historia
El territorio de la óblast de Chitá fue inicialmente explorado por los cosacos en 1653, liderados por Pyotr Béketov. A partir de ahí comenzó un movimiento migratorio hacia el área con motivo de reforzar la frontera con China y Mongolia, extraer recursos minerales y construir el Transiberiano. En 1920, Chitá se convirtió en la capital de la República del Lejano Oriente, la cual se unió con Rusia en 1922, un mes antes de que la Unión Soviética se constituyese. Así, en 1923 se fundó el krai de Zabaikalski, el cual en 1937 se transformó en el óblast de Chitá.
En el referéndum del 11 de marzo de 2007 para la unión entre la óblast de Chitá y el distrito autónomo de Aga Buriatia ganó el sí por la fusión. El 1 de marzo de 2008 se formó un nuevo sujeto federal con la denominación krai de Zabaikalie.

## Geografía
El óblast es rico en metales ferrosos, no ferrosos, raros y preciosos, así como en carbón, carbón vegetal y manantiales de agua mineral. Gran parte de las reservas de uranio de Rusia se encuentran en el óblast de Chita, cerca de Krasnokámensk, sede del Priargúnskiy Mining and Chemical Combine (PMCC). La superficie forestal cubre el 60% del territorio de la óblast de Chitá. 

### Zona horaria
El óblast de Chitá se encontraba en la zona horaria de Yakutsk (YAKT/YAKST). Su posición según el UTC fue +0900 (YAKT)/+1000 (YAKST).

## Economía
Las principales industrias del óblast de Chitá son la metalurgia, el petróleo y la madera, desarrollándose también las eléctricas y alimenticias. El sector primario se centra en la ganadería vacuna, ovina y en la cría de renos.